# Mirfak

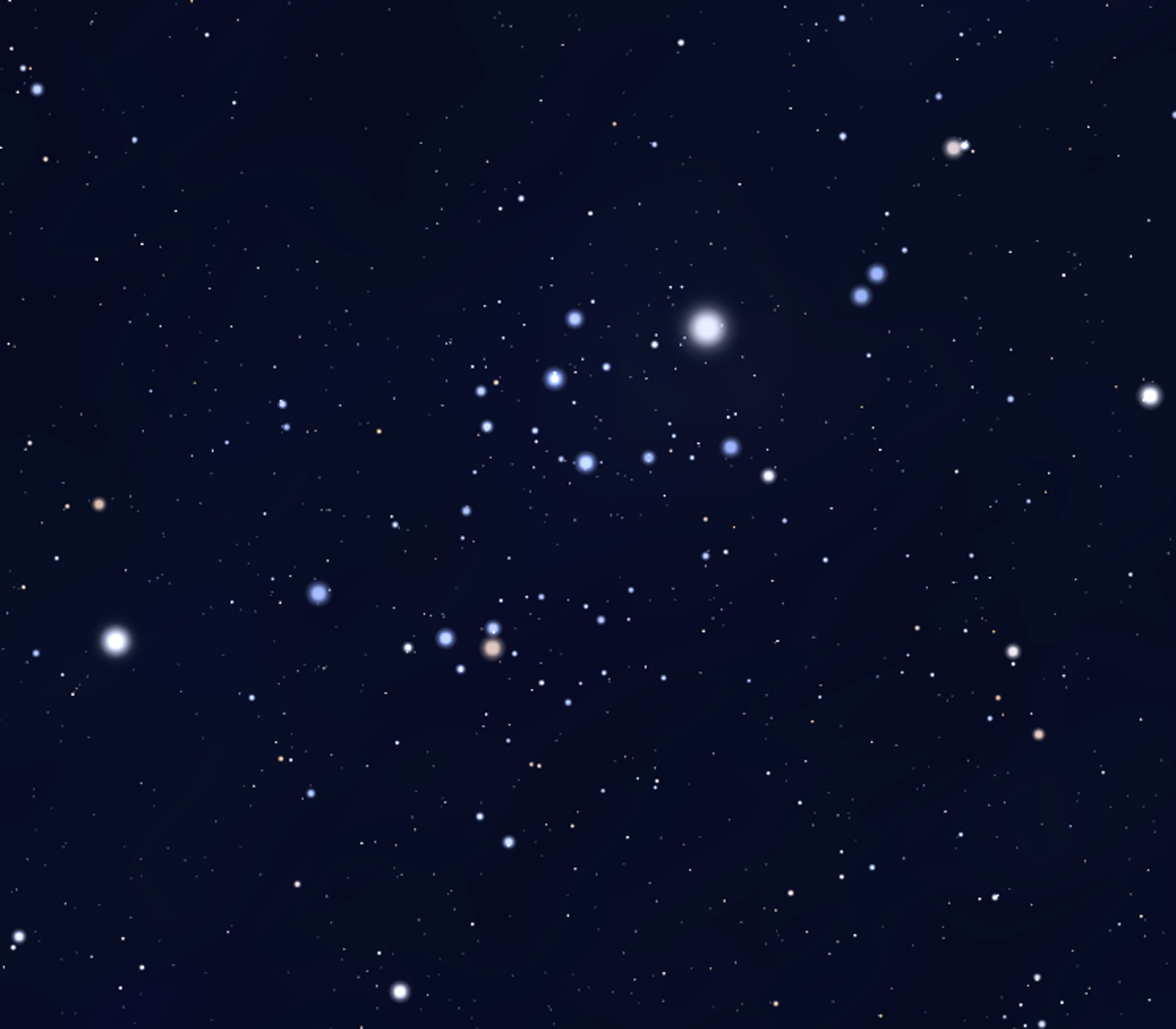
Cúmulo Alfa Persei, captura de pantalla tomada de Stellarium, un software de simulación astronómica gratuito.

Mirfak —escrito también Mirphak, Marfak o Mirzac— es el nombre de la estrella α Persei (α Per / 33 Persei / HD 20902), la más brillante de la constelación de Perseo, con magnitud aparente +1.79.

## Nombre
El nombre de Mirfak procede de la frase árabe Marfiķ al Thurayya (‘el codo de las Pléyades’). Algenib, nombre también utilizado para designar a esta estrella, proviene del árabe الجنب al-janb o الجانب al-jānib, (‘el flanco’ o ‘el lado’); no obstante, este nombre también sirve para designar a la estrella γ Pegasi.
En China, junto a γ Persei, δ Persei y otras estrellas menores, α Persei era Tien Yuen (‘el recinto celestial’).

## Características físicas
Situada a 590 años luz de distancia, Mirfak es una estrella supergigante blanco-amarilla de tipo espectral F5Ib con una temperatura superficial de 6180 K. Brilla con una luminosidad equivalente a 5000 soles y tiene un radio 62 veces más grande que el radio solar. En el diagrama de Hertzsprung-Russell se encuentra muy cerca a la región de las cefeidas, estrellas pulsantes cuyo ciclo está directamente relacionado con su luminosidad —Mirfak podría ser, a su vez, una estrella pulsante muy modesta—. Se la considera por ello útil en el estudio de estas variables, que son importantes candelas estándar. Su masa está comprendida entre 7 y 8 masas solares y hace unos 30 o 50 millones de años —la cifra depende de la masa exacta— era una estrella azul caliente de tipo B.
Al contrario que en otras constelaciones, en Perseo muchas de las estrellas están físicamente relacionadas. Así, Mirfak es la estrella principal del llamado cúmulo de Alfa Persei, que engloba a estrellas cercanas y menos brillantes, formadas hace unos 50 millones de años aproximadamente.